# Barbara Soky
Barbara Soky (bürgerlich: Bara Sokorma) ist eine nigerianische Schauspielerin und Sängerin.

## Leben
Sokys erste Hauptrolle als Schauspielerin war die Bürorezeptionistin Rosemary Hart in der NTA-Serie Inside Out. Ursprünglich eine NTA Port Harcourt Produktion, erlangte die Sitcom Popularität in Ost-Nigeria, nachdem sie landesweit auf verschiedenen NTA-Stationen gesendet wurde. Nachdem die Show beendet war, zog die gebürtige Soky nach Lagos, wo sie in der Serie Mirror in the Sun von Produzentin Lola Fani-Kayode mitwirkte. Ihre Rolle als Yinka Fawole, eine verführerische junge Frau, machte sie zu einem nationalen Star und führte zu einem Werbespot für Jik Bleach. Soky gehörte zur Originalbesetzung von Ripples und spielte von 1989 bis 1993 Daphne Wellington-Cole, eine erfolgreiche Anwältin, die sich oft in den falschen Mann verliebte.
Nach einer 13-jährigen Pause, in der sie sich als Moderatorin versuchte, kehrte Soky als Nkoyo Broderick in der Amaka-Igwe-Produktion Solitaire zurück.

## Musik
Im Jahr 1986 veröffentlichte Soky das Album Going Places über PolyGram Records. In der Sitcom Inside Out spielte sie bereits eine Sängerin.

## Auszeichnungen
- 2013 erhielt Soky für ihren Auftritt im Film Bridge of Hope bei den Nollywood Movie Awards 2013 eine Best Actress in a Supporting Role.[6]
- 2014 wurde sie ebenfalls als beste Schauspielerin im Film Brothers Keeper bei den Africa Movie Academy Awards nominiert.[7]